# أولف يوهانسون
أولف يوهانسون (بالسويدية: Ulf Johansson)‏ هو لاعب كرة قدم سويدي، ولد في القرن 20. لعب مع غايس غوتنبرغ ونادي مالمو.